# Sana
 Ovo je glavno značenje pojma Sana. Za druga značenja pogledajte Sana (razdvojba).
Sana je rijeka u Bosanskoj Krajini (zapadna BiH) i najveća desna pritoka Une. Uz Unu i Neretvu smatra se jednom od najljepših i najčistijih rijeka u BiH. Duga je 146 km, s površinom porječja od 3370 km². 
Sana nastaje od tri jaka krška vrela i kraka znanog pod imenom Korana, nedaleko od sela Donja Pecka – Jasenovi Potoci kod Šipova. Protiče kroz Sansku i Prijedorsku kotlinu, odnosno gradove Ključ, Sanski Most i Prijedor, gdje prima Gomjenicu, mijenja sjeverni pravac oticanja u usporednički ka zapadu, zbog udara od padine planine Kozare, obilazi Majdansku planinu, te uvire kod Bosanskog Novog u rijeku Unu. Izvorišni krak rijeke Sane je Sanica. U mjesecu lipnju održava se javni događaj “Dan rijeke Sane”, ekološka manifestacija koja ima za cilj zaštitu i očuvanje rijeke. U središtu zbivanja te manifestacije ekološka je štafeta koja ide od Ribnika do ušća rijeke. Sudionici te manifestacije športska su i ekološka društva u slivu rijeke Sane. Usprkos nastojanjima Koalicije za zaštitu Sane, u kojoj sudjeluju 22 udruženja građana predvođenih općinom Ribnik i čiji su ciljevi zaustavljanje izgradnje hidroelektrane na rijeci Sani i održivo korištenje vodenih resursa te rijeke, radovi su počeli 2014.

## Vanjske poveznice
|  | Zajednički poslužitelj ima još gradiva o temi Sana |